# Rio dos Frades
O rio dos Frades é um curso de água da Bahia. O seu nome deve-se ao fato do afogamento de um frade franciscano, em 1550, conforme texto do livro "Princípios da Igreja no Brasil", do frei Odúlio Van der Vat. É muito visitado na época das cheias, quando suas águas se elevam a muitos metros de altura, inundando o vale e ocupando uma vasta extensão. Nessa ocasião, o belo espetáculo que o rio oferece assemelha-se à paisagem do pantanal, com suas garças e inúmeras outras aves.